# Mont Kuro (Hokkaidō)
Le mont Kuro (黒岳, Kuro-dake) est un dôme de lave culminant à 1 984 m d'altitude dans le groupe volcanique Daisetsuzan des monts Ishikari en Hokkaidō au Japon.